# Fernando Joya Duarte
Fernando Joya Duarte (Cúcuta, 1 de junio de 1961-Chaparral, 20 de abril de 2010) fue un militar colombiano. Brigadier General del Ejército Nacional de Colombia.

## Biografía
Nació en Cúcuta (Norte de Santander). Ingresó a la Escuela Militar de Cadetes a los 18 años ascendiendo en 1981 al grado de subteniente del Ejército Nacional.
Se había desempeñado como comandante de la Brigada Móvil 13 en Putumayo, jefe de Estado Mayor de la Sexta División en Florencia (Caquetá), fue uno de los oficiales que lideraron la primera etapa del Plan Patriota, y jefe de Estado Mayor del Comando Conjunto del Pacífico, entre otros. Recibió el mando de General de la República en 2010, en el momento de su muerte ejercía el comando de la Fuerza de Tarea del Sur del Tolima. Esta unidad realizaba operaciones contra el comandante de las FARC-EP Alfonso Cano. Fue sucedido por el general Guillermo Arturo Suárez Ferreira.

## Muerte
Murió en un accidente de helicópteros en el Batallón Caicedo con sede en Chaparral (Tolima), donde se vieron involucrados un Bell 222 de Vertical de Aviación y un Huey de la Fuerza Aérea Colombiana (FAC), murieron también los coroneles Arturo Herrera Castaño y Juan Gonzalo Lopera, el aerotécnico Eider Vargas, el capitán de fragata retirado. piloto Rodolfo Garzón Vanegas, el teniente de fragata retirado, copiloto Camilo Cujar, y dejó 5 heridos. Su muerte fue lamentada por el presidente Álvaro Uribe Vélez y el General Freddy Padilla de León.

## Homenajes
La Primera División del Ejército Nacional de Colombia creó el Batallón de Artillería de Defensa Antiaérea n°1 "Brigadier General Fernando Joya Duarte"  con sede en Albania (La Guajira).